# Vasili Alexeev
Vasili Ivanovici Alexeev (rus. Василий Иванович Алексеев) (n. 7 ianuarie 1942, Pokrovo-Șișkino, Regiunea Riazan, Rusia Centrală - d. 25 noiembrie 2011, München, Germania) a fost un halterofil sovietic. Alexeev se numără printre puținii halterofili care, prin sport, au devenit persoane proeminente de talie internațională.
A fost dublu campion olimpic la categoria supergrea în anii 1972 (640 kg) și 1976 (440 kg), de opt ori campion mondial și campion european între anii 1970 - 1975 și 1977 - 1978.

## Distincții
- 1970 Maestru emerit al sportului;
- 1972 Ordinul Lenin;
- 1972 Ordinul roșu al muncii;
- 1991 Antrenor emerit sovietic;
- 1999 „Cel mai bun sportiv al secolului XX“ (Grecia).